# 翠岩镇
翠岩镇，是中华人民共和国辽宁省锦州市凌海市下辖的一个乡镇级行政单位。

## 行政区划
翠岩镇下辖以下地区：
前田家屯村、后田家屯村、双塔子村、西团山子村、宽宏寺村、进士屯村、上苏家沟村、牦牛屯村、五谷屯村、石哈山村、小牛屯村、刘家沟村和郭荒地村。